# Кулаков, Андрей Андреевич
Андре́й Андре́евич Кулако́в (укр. Андрій Андрійович Кулаков; род. 28 апреля 1999, Верхнебогдановка, Луганская область) — украинский футболист, нападающий клуба «Александрия».

## Клубная карьера
Воспитанник детско-юношеской футбольной академии харьковского «Металлиста». В 2016 перешел в донецкий «Шахтер», где выступал за команды U-19 и U-21. Андрей забивал в Юношеской лиге УЕФА в сезонах 2017/18 и 2018/19, а также стал лучшим бомбардиром молодежного чемпионата Украины 2018/19.
20 августа 2019 года Кулаков был отдан в аренду в «Мариуполь» на один сезон. В Премьер-лиге Кулаков дебютировал 22 февраля 2020 в матче против «Зари», выйдя на замену на 80-й минуте вместо Сергея Яворского.

## Выступления за сборную
Выступал за юношеские сборные Украины разных возрастов. С командой до 17 лет был участником чемпионата Европы 2016, где забил гол в ворота сверстников из Боснии и Герцеговины, но команда не вышла из группы. С командой до 19 лет стал полуфиналистом юношеского чемпионата Европы 2018 в Финляндии.

## Достижения
«Александрия»
- Серебряный призёр чемпионата Украины: 2024/25